# Uripitio
Uripitio es una localidad mexicana situada en el municipio de Maravatío, en el estado de Michoacán de Ocampo. En 2020 tenía 1719 habitantes. La localidad está a 2015 m s. n. m.
El pueblo de Uripitio está situado a 11.9 kilómetros de Maravatío de Ocampo, que es la localidad más poblada del municipio, en dirección hacia el suroeste.

## Población
| Año  | Habitantes Mujeres | Habitantes hombres | Total habitantes |
| ---- | ------------------ | ------------------ | ---------------- |
| 2020 | 865                | 854                | 1719             |
| 2010 | 777                | 735                | 1512             |
| 2005 | 811                | 719                | 1530             |